# معاهدة توردسيلاس
وُقعت معاهدة تورديسيلاس (Treaty of Tordesillas) ((بالبرتغالية: Tratado de Tordesilhas) تلفظ برتغالي: /tɾɐˈtaðu ðɨ tuɾðɨˈziʎɐʃ/, (بالإسبانية: Tratado de Tordesillas) تلفظ بالإسبانية: /tɾaˈtaðo ðe toɾðeˈsiʎas/)، في توردسيلاس (موجودة حاليًا في مقاطعة بلد الوليد، إسبانيا)، 7 يونيو 1494؛ إذ قُسمت الأراضي المكتشفة حديثًا خارج أوروبا بين ولي عهد البرتغال وتاج قشتالة (إسبانيا) على طول خط طول 370 فرسخ
غرب جزيرة الرأس الأخضر (خارج الشاطئ الغربي لإفريقيا). كان هذا الخط من ترسيم الحدود في حوالي نصف المسافة بين جزر الرأس الأخضر (أصلًا البرتغالية) والجزر التي اكتشفها كريستوفر كولومبوس في رحلته الأولى (المزعومة إلى إسبانيا)، وسميت في المعاهدة بسيبانجو (Cipangu) وأنتيليا (Antilia) (كوبا وهيسبانيولا).
تنتمى الأراضي المتجهة للشرق إلى البرتغال والأراضي المتجهة للغرب إلى إسبانيا. صدق تاج قشتالة (إسبانيا)، 2 يوليو 1494 والبرتغال على المعاهدة،5 سبتمبر 1494. يُقسَّم الجزء الآخر من العالم بعد عقود قليلة بواسطة معاهدة سرقسطة أو سارجوسا التي وقعت في 22 إبريل 1529، ونصت على أنتيمريديان لتكون خط ترسيم الحدود المنصوص عليه في معاهدة توردسيلاس. وقد تم الاحتفاظ بالنسخ الأصلية للمعاهدات في الأرشيف العام في اندياس (Archivo General de Indias) في إسبانيا وفي المحفوظات الوطنية في توري تومبو (Arquivo Nacional da Torre do Tombo) في البرتغال.

## التوقيع والتنفيذ
كان الهدف من معاهدة توردسيلاس حلّ الخلاف الذي نشأ بعد عودة كريستوفر كولومبوس وطاقمه من رحلة رعاها تاج قشتالة. إبان عودته إلى إسبانيا، توقف كولومبوس في لشبونة، وطلب لقاء الملك البرتغالي جواو الثاني ليؤكد له وجود مزيدٍ من الجزر جنوب جزر الكناري.
بعدما علم الملك بالرحلة التي رعاها تاج قشتالة، بعث برسالة تهديد إلى الملكين الكاثوليكيين، الملك فرناندو والملكة إيزابيلا، موضحًا أن كافة الأراضي الواقعة جنوب جزر الكناري تخضع لسلطة البرتغال، وفق معاهدة ألكاسوفاش عام 1479 والمرسوم البابوي الملوك الأبديون عام 1481. ادعى الملك البرتغالي أنه يتخذ تدابير مغادرة أسطول من السفن (بقيادة فرانسيسكو دي ألميدا) قريبًا للاستحواذ على الممتلكات الجديدة. علم الملكان الكاثوليكيان، بعد قراءة الرسالة، أنهما لا يمتلكان أي قوة عسكرية تضاهي قوة البرتغال في المحيط الأطلسي، وسعيا إلى مخرج دبلوماسي. في الرابع من مايو عام 1493، أقرّ البابا إسكندر السادس (وهو أرغونيّ وُلد في مملكة بلنسية) مرسوم إنتر كايتيرا، والذي يقتضي منح قشتالة كافة الأراضي الواقعة غرب خط طول 100، من القطب الشمالي إلى الجنوبي، وغرب كافة جزر الأزور وجزر الرأس الأخضر، باستثناء المنطقة التي كانت خاضعة للحكم المسيحي اعتبارًا من يوم عيد ميلاد المسيح في عام 1492. لم يذكر المرسوم البرتغال أو الجزر التابعة لها، لذا لم يكن بمقدور البرتغال المطالبة بالأراضي المكتشفة حديثًا حتى لو كانت شرق الخط الذي حدده المرسوم. صدر مرسوم آخر، دودوم سكويدم، في 25 سبتمبر عام 1493. أقرّ المرسوم بسط المنحة الرسولية وهبة الهند الشرقية، فحصلت إسبانيا بموجبه على كافة الجزر والبر الرئيس في الهند، حتى تلك المناطق التي امتلكتها الهند سابقًا، ولو كانت شرق الخط الذي حدده المرسوم السابق.
لم يعجب الملك البرتغالي جواو الثاني بهذا الترتيب، وشعر أنه لم يحصل إلا على القليل بعدما مُنع من الحصول على أي ممتلكات في الهند، وهو الهدف الذي يتمنى تحقيقه عاجلًا. وصل المستكشفون البرتغاليون إلى الرأس الجنوبي لقارة أفريقيا، وهو رأس الرجاء الصالح، بحلول عام 1493. لم يكن البرتغاليون مستعدين لخوض حرب مع إسبانيا حول الجزر التي اكتشفها كولومبوس، لكن ذكر الهند في المرسوم البابوي كان قضية كبيرة. لم يدخل البابا أي تعديلات على المرسوم، فقرر الملك البرتغالي إبرام مفاوضات مباشرة مع الملكين الكاثوليكيين لإزاحة الخط نحو الغرب، والسماح له بالحصول على الأراضي المكتشفة حديثًا شرق الخط. في المقابل، قبل جواو مرسوم إنتر كايتيرا باعتباره نقطة انطلاق الحوار مع فرناندو وإيزابيلا، ونُقل الخط 270 فرسخًا إلى الغرب، فحافظ بذلك على المسار البرتغالي أدنى ساحل أفريقيا ومنح البرتغاليين حق المطالبة بالأراضي التي تشكل اليوم الإقليم الشرقي من البرازيل.  وفق تقييم أحد المؤرخين، «لا بد أن الطرفين أدركا صعوبة تسوية هذه الحدود المبهمة بشدة، واعتقد كل طرف أنه خدع الآخر، (مستنتجًا) أن ما حصل انتصارٌ دبلوماسي للبرتغال، إذ يؤكد أن البرتغال لم تحصل على الطريق الحقيقي إلى الهند فحسب، بل كامل المحيط الأطلسي الجنوبي».
أبطلت المعاهدة فعليًا مراسيم البابا إسكندر السادس، لكن البابا يوليوس الثاني أقرها لاحقًا مستغلًا مرسوم إيا كواي برو بونو باتشيس في 24 يناير عام 1506. نوقشت المعاهدة من دون استشارة البابا، ومع ذلك، تطلق بعض المصادر على خط التقسيم الناتج اسم «خط الترسيم البابوي».
لم يعرف الأوروبيون سوى معلومات ضئيلة عن المنطقة المقسّمة، والسبب أنها قُسّمت وفق المعاهدة فقط لا على أرض الواقع. اكتسب تاج قشتالة معظم أراضي الأمريكيتين، والتي تبيّن في عام 1494 أنها ليست مدرة للأرباح. حصلت البرتغال على القسم الشرقي الأقصى من البرازيل، عندما رسا بيدرو ألفاريز كابرال هناك في عام 1500 إبان رحلته إلى الهند. يدعي بعض المؤرخين أن البرتغاليين علموا مسبقًا بهذا النتوء الموجود في أمريكا الجنوبية، والذي يكوّن معظم مساحة البرازيل، قبل رسو كابرال، وأن رسوّه هناك لم يكن صدفة. يشير أحد المؤرخين إلى رسوّ كابرال على ساحل البرازيل في نقطة تبعد مسافة 12 درجة جنوب رأس ساو روكي، قائلًا أن «احتمال حدوث ذلك جراء الطقس السيء أو الأخطاء الملاحية ضئيل، وعلى الأرجح أن كابرال تلقى تعليمات للبحث عن ساحل هناك، لا للتحري عن وجوده، بل لأن البرتغاليين علموا به أساسًا».
على أي حال، لم يجرِ التقيّد بالحدود التي وضعها الخط -لم يرد الإسبان على توسع البرتغال في البرازيل وتجاوز خط الطول، لكن إسبانيا حاولت إيقاف تقدّم البرتغاليين في آسيا، مدعية أن خط الطول يمتد ليشمل الكرة الأرضية، مقسّمًا الأخيرة إلى نصفين، وليس المحيط الأطلسي فقط. حاولت البرتغال الرد على هذا الادعاء، فسعت إلى الحصول على إعلان بابوي كي يسري مفعول خط التقسيم على المحيط الأطلسي فقط. منحها البابا ليو العاشر، الذي كان يميل إلى البرتغال واكتشافاتها، ما تسعى إليه عبر إصدار مرسوم الإخلاص الأسمى عام 1514.
استمرت الممتلكات المقسمة وفق المعاهدة، حتى بعد اتحاد إسبانيا والبرتغال تحت سلطة ملك واحد بين عامي 1580 و1640، حتى فُسخت المعاهدة لتحلّ معاهدة مدريد عام 1750 محلها.
لم تعترف القوى البحرية البروتستانتية الناشئة، خصوصًا إنجلترا وهولندا أو أطراف ثالثة كفرنسا الكاثوليكية، بالمعاهدة التي رعاها البابا ولا تقسيم العالم بين الدولتين الكاثوليكيّتين.

## خط طول توردسيلاس
وضّحت معاهدة توردسيلاس خط ترسيم الحدود من جزر الرأس الأخضر بالفرسخ، ولم تحدّده بدرجات خطوط الطول، ولم تعترف بالجزيرة المحددة مسبقًا أو طولها المحدد بالفرسخ. نصّت المعاهدة على تسوية هذه الأمور وفق رحلة مشتركة، لم تحصل مطلقًا. يمكن تحديد عدد الدرجات وفق نسبة الفراسخ البحرية إلى درجات خطوط الطول على الأرض بصرف النظر عن الحجم المفترض للأرض، أو عبر مقياس فرسخ بحري مخصص مطبق وفق الحجم الحقيقي للأرض، أطلق عليه المؤرخ هنري هاريس اسم «مجالنا».

## قائمة المصادر
- Frances Gardiner Davenport, ed., European Treaties bearing on the History of the United States و its Dependencies to 1648 (Washington, DC: Carnegie Institution of Washington, 1917/1967).
- Translation of the Treaty of Tordesillas by Davenport.
- Henry Harrisse, The Diplomatic History of America: Its first chapter 1452—1493—1494 (London: Stevens, 1897).

## وصلات خارجية
- Treaty of Tordesillas نسخة محفوظة 11 يوليو 2014 على موقع واي باك مشين. (about.com)